# Naucalpan
19°29′N 99°14′V / 19.483°N 99.233°V
Naucalpan (formelt Naucalpan de Juárez) er en kommune i den mexicanske delstat México.  Kommunen er en af delstatens mest industrialiserede, nummer to efter Toluca, hvori delstatens hovedstad ligger.  Naucalpan ligger ved den nordligste del af Mexicos Føderale Distrikt, og er del af Mexico Citys storbyområde.  
Rockgruppen Café Tacuba stammer fra kommunen.